# Kurt Perels
Kurt Ferdinand Lothar Perels (* 9. März 1878 in Berlin; † 10. September 1933 in Hamburg) war ein Hamburger Professor und Richter am Hanseatischen Oberlandesgericht.

## Familie
Perels Vater war Ferdinand Perels (1836–1903), ein Berliner Jurist, der vor allem in der Marineverwaltung wirkte. Sein jüngerer Bruder war der Historiker Ernst Perels. Friedrich Justus Perels war sein Neffe.

## Leben
Perels besuchte das Joachimsthalsche Gymnasium in Berlin, bevor er in Kiel, Heidelberg und Berlin Rechtswissenschaften studierte. Er legte 1900 seine Promotion in Berlin ab und habilitierte sich im Jahr 1903 bei Albert Hänel in Kiel, wo er ab 1903 als Privatdozent lehrte. 1908 wurde er zum außerordentlichen Professor an der Universität Greifswald berufen. 1909 erhielt er eine ordentliche Professur am so genannten allgemeinen Vorlesungswesen des Hamburgischen Kolonialinstituts, aus dem sich später Teile der Universität Hamburg, insbesondere das Asien-Afrika-Institut, entwickeln sollten. Mit Gründung der Universität Hamburg 1919 war Perels Inhaber des Lehrstuhls für öffentliches Recht und wurde erster Dekan der juristischen Fakultät.
In der Weimarer Republik bemühte Kurt Perels sich besonders um Themen des Verfassungsrechtes, des Verständnisses um die Bedingungen des Versailler Vertrages sowie die Rolle der Polizei zum Schutze der demokratischen Verhältnisse. So war er 1927 Teilnehmer und Referent auf der Reichspolizeischulkonferenz. Im Jahr 1922 wurde er außerdem im Nebenamt Richter am Hanseatischen Oberlandesgericht und Mitglied des Hamburgischen Oberverwaltungsgerichtes.
Nach der Machtergreifung der Nationalsozialisten legte Perels seine Richterämter nieder. Aufgrund gezielter antisemitischer Störungen seiner Lehrveranstaltung durch Studierende, und der an ihn gegangenen Aufforderung, einen Ariernachweis zu erbringen, wählte Perels im September 1933 den Suizid.

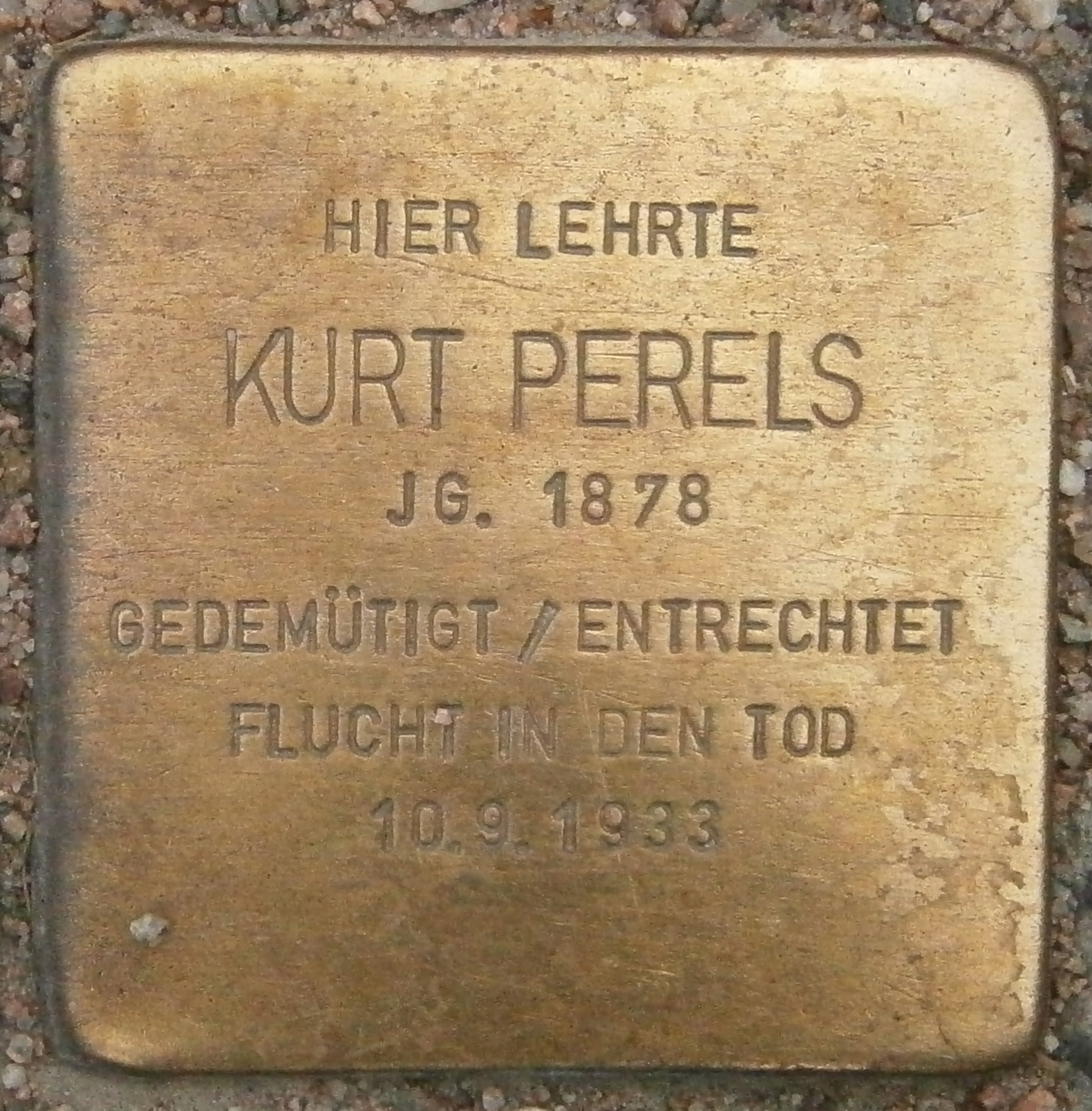
Stolperstein vor dem Hauptgebäude der Universität Hamburg, Edmund-Siemers-Allee 1

1935 wurde Ernst Forsthoff auf den vakanten Lehrstuhl von Perels berufen.
Drei Stolpersteine – vor seinem Wohnhaus in Hamburg-Uhlenhorst, vor der Universität Hamburg und der Patriotischen Gesellschaft von 1765 – erinnern an ihn.

## Werke (Auswahl)
- Grundzüge der Seepolitik des Deutschen Ritterordens : historisch-politische Studie, 1898
- Streitigkeiten Deutscher Bundesstaaten auf Grund des Artikels 76 der Reichsverfassung, E.S.Mittler Verlag Berlin 1900
- Das autonome Reichstagsrecht : die Geschäftsordnung und die Observanz des Reichstages in systematischer Darstellung. Mit einem Anhange Die Geschäftsordnung für den Reichstag in kritischer Bearbeitung, Mittler Verlag Berlin 1903
- Die Justizverweigerung im alten Reiche seit 1495, Böhlau Verlag 1904
- Die Datierung des preuß. Privilegium generale de non appellando illimitatum, Reichsdruckerei 1907
- Die allgemeine Appellationsprivilegien für Brandenburg-Preussen, Böhlau Verlag Weimar 1908.
- Die Errichtung eines Kolonial- und Konsular-Gerichtshofes : kritische Erörterungen, Friedrichsen Verlag Hamburg 1910
- Seekrieg und neutraler Handel : eine Übersicht, Rentsch Verlag München 1912
- Der Kampf um das Seebeuterecht : Rückblicke und Ausblicke; Gebrüder Paetel Verlag Berlin 1915
- Das alte und das neue Blockaderecht, Der Reichsbote Berlin 1915
- Das Bergrechtsabkommen vom 17. Februar/2. April 1908 und die bergrechtliche Stellung der Deutschen Kolonial-Gesellschaft für Südwest-Afrika unter besond. Berücks. d. Rechtsverhältnisse im Lüderitzbuchter Diamantsperrgebiet, Mittler Verlag Berlin 1910
- Über den hamburgischen Bürgerausschuss, Gräfe & Silem Verlag Hamburg 1912
- Eingeborenenrecht in den deutsche Kolonien, 1912
- Die Geschäftsordnung für den Reichstag : mit Anmerkungen, gemeinsam mit Bernhard Jungheim, Heymanns Verlag Berlin 1916
- Die Sonderstellung der Mitglieder des deutschen Reichstages und der deutschen Landtage dargestellt auf der Grundlage der Verfassung vom 11. August 1919, gemeinsam mit Robert Kanisch, 1920
- Der Friede von Versailles und der deutsche Staat ; Vortrag, Gente Verlag Hamburg 1920
- Die rechts- und staatswissenschaftliche Ausbildung der Polizeibeamten, Deutsches Polizeiarchiv, Heft 1, 1921
- Einige Grundgedanken der deutschen und bremischen Verfassung : Vorträge, Lütcke & Wulff Verlag Hamburg 1925
- Lauenburgisch-Preußisches Vereinigungsrecht : ein Beitr. zur Lehre von d. Staatensuccession, Lütcke & Wulff Verlag Hamburg 1926
- Hamburgische Gesetze staats- und verwaltungsrechtlichen Inhalts, Lütcke & Wulff Verlag Hamburg 1927.